# Strobilanthes lanatus
Strobilanthes lanatus är en akantusväxtart som beskrevs av Christian Gottfried Daniel Nees von Esenbeck. Strobilanthes lanatus ingår i släktet Strobilanthes och familjen akantusväxter. Inga underarter finns listade i Catalogue of Life.